# Jacqueline Bir
Jacqueline Bir est une comédienne de théâtre belge d’origine française, née le 23 novembre 1934 à Bousfer, près d'Oran, au sein d'une famille d'agriculteurs. Après avoir étudié au conservatoire de sa ville natale, elle entre au Conservatoire de Paris en 1952. Elle y fait la connaissance de Claude Volter, avec qui elle aura deux fils dont l’acteur Philippe Volter. En 1957, le couple s’installe à Bruxelles où fera l’essentiel de sa carrière, avec son mari, au sein de la compagnie qu’ils ont créée ensemble. Elle a joué plus de 200 rôles dans sa carrière.

## Biographie

### Jeunesse
Elle se définit « terrienne pure vivant avec ses parents au fond de nulle part, fille du XIXe siècle » — elle allait au village en carriole tirée par un cheval, avait cours de français et de latin avec le curé du village, était initiée aux mathématiques par ses parents —. Très tôt, ses premières lectures "Contes et légendes d'Inde, d'Égypte et d'autres pays" lui donnent la passion pour les choses hors du commun. Dès l'âge de 9 ans, ses parents l'emmènent au théâtre pour la première de Faust. Fascinée par le spectacle et les voix, elle y prend le goût de l'opéra. Elle fait ses études secondaires dans un pensionnat d'Oran. Repérée par le directeur du conservatoire d'Oran lors d'un spectacle scolaire, elle est invitée à entrer au conservatoire.

### Carrière artistique
Après avoir étudié au conservatoire d'Oran, elle réussit du premier coup l'examen d'entrée au Conservatoire de Paris en 1952. Elle y fait la connaissance de Claude Volter qui y est auditeur étranger, avec qui elle aura deux fils dont l’acteur Philippe Volter. En 1957, le couple s’installe à Bruxelles et Jacqueline Bir est engagée par Jean-Pierre Rey pour sa première saison. 
Elle y fera l’essentiel de sa carrière avec son mari, au sein de la compagnie qu’ils ont créée ensemble, la Comédie Claude Volter,  Ils jouent d'abord au palais d'Egmont. En 1962, ils lancent un groupe nommé Claude Volter et ses compagnons. Puis, ils occupent une grande maison avenue Franklin Roosevelt où chaque acte se jouait dans un salon différent, même dans la cave. Ils jouent aussi à la chapelle de Boondael, puis Volter recompose sa troupe et ils s'installent à Woluwe-Saint-Pierre. Jacqueline Bir a joué aussi au Théâtre royal du Parc.
En 1964, elle reçoit l’Ève du Théâtre pour son interprétation dans Vous vivrez comme des porcs de John Arden mis en scène par Marc Liebens au Théâtre du Parvis. En 1967, elle participe au film Le Départ et apparaît par la suite dans différentes dramatiques filmées et téléfilms. 
En 1992, elle reçoit un Ève d'honneur pour l'ensemble de sa carrière.
Depuis 2004, elle interprète seule en scène Oscar et la Dame rose d’Éric-Emmanuel Schmitt, spectacle qui a fait le tour des théâtres belges et français.
En 2010, elle interprète Savannah Bay, pièce de Marguerite Duras mise en scène par Philippe Sireuil. Créée au Théâtre de la Place des Martyrs à Bruxelles, cette pièce est jouée en 2011 à l’Athénée Théâtre Louis-Jouvet à Paris.
En 2016, elle est à l'affiche de Conversation avec ma mère, au Théâtre de la Pépinière à Paris, à partir du 21 septembre. Comédie dramatique de Santiago Carlos Ovés et Jordi Galcerán, d’après le scénario du film Conversaciones con Mama de Santiago Carlos Oves. Mise en scène de Pietro Pizzuti. Adaptation théâtrale : Jordi Galcerán. Traduction française : Dyssia Loubatière. 
Elle a défendu plus de deux cents rôles durant toute sa carrière : théâtre sur scène, télévision, cinéma.

### Regard sur sa carrière
« [À Bruxelles], j'ai vécu mon rêve, j'ai eu une carrière magnifique. Parfois, je me demande si je n'ai pas rêvé ma vie. Je ne dois être qu'heureuse de ce que j'ai fait. Non, je n'aurais pas pu faire cette carrière-là à Paris. J'ai eu des rôles importants, je ne jouais pas le troisième réverbère ! J'avais chaque fois le rôle-titre (…) Ici, j'ai pu faire ce que je voulais. Le rythme de travail a été dur : il fallait apprendre souvent, de longs rôles. Avec le Rideau de Bruxelles, nous avons réalisé de grandes tournées à l'étranger : au Canada, en Espagne, en Russie ! ». 
Affectée par la mort brutale de son fils Philippe en 2005, elle dit aussi : « C'est un beau métier qui permet d'extérioriser des choses cachées. Je n'ai pas eu besoin d'aller voir un psy… J'aurais peut-être dû ! Le métier m'a aidée à survivre, à surmonter des choses insurmontables. Depuis la mort de mon fils Philippe, je suis en survie. On n'arrive jamais à se dire que c'est vrai, que c'est possible. D'autant que lui et moi étions à cette époque dans la lumière. Nous étions connus. Quand une mort survient dans l'intimité, (…) on peut y réfléchir dans l'intimité. Là, il fallait assumer ».

## Filmographie sélective
- 1967 : Le Départ de Jerzy Skolimowski : la cliente du salon de coiffure
- 2005 : Une famille pas comme les autres, téléfilm  de Édouard Molinaro : Falbala
- 2007 : Odette Toulemonde, d'Éric-Emmanuel Schmitt : la vieille dame sèche